# Luke Jordan
Luke Jordan (* 28. Januar 1892 in Bluefield, West Virginia, USA; † 25. Juni 1952 in Lynchburg, Virginia) war ein US-amerikanischer Blues-Gitarrist und Sänger.
Im August 1927 nahm er bei Victor Records in Charlotte (North Carolina), seine ersten Stücke auf, weitere folgten in New York im November 1929. Dann beendete die Große Depression seine kurze Karriere. Seine bekanntesten Lieder sind Church Bells Blues, Pick Poor Robin Clean und Cocaine Blues, welches mehrmals gecovert wurde.
Am 15. August 2001 wurde ihm von der James River Blues Society ein Gedenkschild in Lynchburg geweiht.

## Lieder
Aufnahmen vom 16. August 1927
- Church Bells Blues (2 Versionen)
- Pick Poor Robin Clean (2 Versionen)
- Cocaine Blues
- Traveling Coon

Aufnahmen vom 18. November 1929
- My Gal’s Done Quit Me
- Won't You Be Kind?

Aufnahmen vom 19. November 1929
- If I Call You Mama
- Look Up, Look Down
- Tom Brown Sits in His Prison Cell
- That’s A Plenty